# Екстралига Пољске у рагбију
Екстралига Пољске у рагбију (пољ. Ekstraliga polska w rugby union) је први ранг рагби 15 такмичења у Пољској.

## О такмичењу
Овим такмичењем руководи Рагби савез Пољске. У лигашком делу учествује 8 клубова. Последњепласирана екипа испада у другу лигу. За победу се добија 4 бода, а за реми 2 бода.
Учесници
- Арка Гдиња
- Будовлани Лубин
- Будовлани Лодз
- Лехија Гдањск
- Огниво Сопот
- Оркан Сочацев
- Поснаниа
- Погон Следче

## Историја
Списак шампиона Пољске у рагбију
- 1957. АЗС АФВ Варшава
- 1958. АЗС АФВ Варшава
- 1959. Чарни Битом
- 1960. Лехија Гдањск
- 1961. Лехија Гдањск
- 1962. АЗС АФВ Варшава
- 1963. АЗС АФВ Варшава
- 1964. Скра Варшава
- 1965. Скра Варшава
- 1966. Скра Варшава
- 1967. Скра Варшава
- 1968. Скра Варшава
- 1969. Скра Варшава
- 1970. Лехија Гдањск
- 1971. Полонија Познан
- 1972. АЗС АФВ Варшава
- 1973. АЗС АФВ Варшава
- 1974. Полонија Познан
- 1975. Полонија Познан
- 1976. Полонија Познан
- 1977. АЗС АФВ Варшава
- 1978. Полонија Познан
- 1979. АЗС АФВ Варшава
- 1980. АЗС АФВ Варшава
- 1981. АЗС АФВ Варшава
- 1982. АЗС АФВ Варшава
- 1983. Будовлани Лодз
- 1984. АЗС АФВ Варшава
- 1985. АЗС АФВ Варшава
- 1986. АЗС АФВ Варшава
- 1987. Огниво Сопот
- 1988. АЗС АФВ Варшава
- 1989. Огниво Сопот
- 1990. Огниво Сопот
- 1991. Огниво Сопот
- 1992. Огниво Сопот
- 1993. Огниво Сопот
- 1994. Лехија Гдањск
- 1995. Лехија Гдањск
- 1996. Лехија Гдањск
- 1997. Огниво Сопот
- 1998. Лехија Гдањск
- 1999. Огниво Сопот
- 2000. Лехија Гдањск
- 2001. Лехија Гдањск
- 2002. Лехија Гдањск
- 2003. Огниво Сопот
- 2004. Арка Гдиња
- 2005. Арка Гдиња
- 2006. Будовлани Лодз
- 2007. Будовлани Лодз
- 2008. АЗС АФВ Варшава
- 2009. Будовлани Лодз
- 2010. Будовлани Лодз
- 2011. Арка Гдиња
- 2012. Лехија Гдањск
- 2013. Лехија Гдањск
- 2014. Лехија Гдањск
- 2015. Арка Гдиња
- 2016. Будовлани Лодз